# 威廉·雷金纳德·惠勒
威廉·雷金纳德·惠勒（英語：William Reginald Wheeler），美国传教士，出生于1889年，逝世于1963年。
惠勒长居中国，期间撰写大量文章，后集结成册出版。1938年南京陷落后留守南京，其所撰写的newsletter对城中情况留下了记录。